# Journal of Electroanalytical Chemistry
Journal of Electroanalytical Chemistry (abrégé en J. Electroanal. Chem.) est une revue scientifique à comité de lecture. Ce bimensuel publie des articles de recherches originales concernant tous les aspects de l'électrochimie et de l'électroanalyse.
D'après le Journal Citation Reports, le facteur d'impact de ce journal était de 2,729 en 2014. Actuellement, les directeurs de publication sont H. D. Abruña, J. M. Feliu, T. Kakiuchi et Z.-Q. Tian.

## Histoire
Au cours de son histoire, le journal a plusieurs fois changé de nom :
- Journal of Electroanalytical Chemistry, 1959-1966  (ISSN 0368-1874)
- Journal of Electroanalytical Chemistry and Interfacial Electrochemistry, 1967-1992  (ISSN 0022-0728)
- Journal of Electroanalytical Chemistry, 1993-en cours  (ISSN 1572-6657)